# مصباح هاليد الفلز

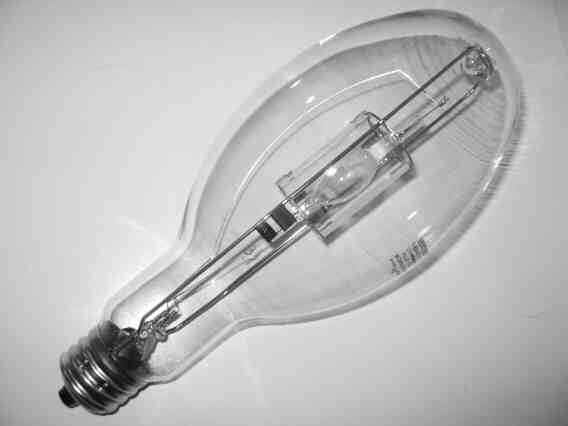
مصباح هاليد الفلز

مصباح هاليد الفلز (ملاحظة 1) هو مصباح كهربائي يصدر الضوء عبر حدوث قوس كهربائي داخل مزيج غازي مكون من بخار الزئبق وهاليدات فلزية (غالباً من البروم أو اليود).
طور هذا المصباح في ستينات القرن العشرين، وهو يصنف ضمن مصابيح تفريغ الغاز مرتفعة الشدة، وهو يشبه مصباح بخار الزئبق؛ ولكن وجود أملاح هاليد الفلز في أنبوبة القوس الكهربائي المصنوعة من الكوارتز يحسن من كفاءة الإضاءة وفي دعم التجسيد اللوني.

## هوامش
- ملاحظة 1 المرادفات: مصباح هالوجين معدني